# کوه موبی دیک
کوه موبی دیک (به انگلیسی: Moby Dick Mountain) یک کوه در کانادا است که در بریتیش کلمبیا واقع شده‌است. کوه موبی دیک ۳٬۱۵۴ متر بالاتر از سطح دریا واقع شده‌است.